# Johanne McKay
Pour les articles homonymes, voir McKay.
Johanne McKay est une actrice québécoise 21 mai 1974. 

## Biographie
Dès l’âge de 4 ans, Johanne McKay fait ses débuts à la télévision. Elle compte donc déjà[Quand ?] plus de 25 ans de métier derrière elle. Elle a aussi été porte-parole, avec Frédéric Pierre, de Jeunesse, j'écoute.
Elle a également joué dans des publicités pour McDonald et Biscuits Viau Maxi Fruit.

## Filmographie
- 1982-1987 : Peau de banane : Annick
- 1982-1986 : La Bonne Aventure : Agnès
- 1983 : Bonheur d'occasion : Lucie Lacasse
- 1985 : L'Or du temps (série télévisée) : Martine Crevier
- 1986 : Madame B (Les Beaux Dimanches) : enfant
- 1988 : Mémoire vive (série télévisée) : Arianne
- 1988 : Extra! Extra! (série télévisée pour CFCF)
- 1989 : Les Débrouillards (émission scientifique avec sketchs) : Max
- 1993 : Scoop : Nathalie Choquette
- 1994 : Mon amie Max : Marie-Alexandrine (adolescente)
- 1995 : Sous un ciel variable (série télévisée) : Ariane Dupuis
- 1996 : Science-Friction (émission scientifique) : animatrice
- 1996 : Le Mot de la fin : Knock-out (mini-série) : Manon
- 1997 : Laserhawk : Pretty Girl #5
- 2000 : 4 et demi... (série télévisée) : premier rôle de Chantal
- 2001 : Tribu.com (série télévisée) : Roxanne
- 2002 : Moïse : L'Affaire Roch Thériault (Savage Messiah) : Commune Woman #2
- 2003 : Jericho Mansions (en) : Young Lily
- 2003-2009 : 450, chemin du Golf : Cassandra
- 2009-2016 : Yamaska : infirmière
- 2013 : Toute la vérité : Docteure en gérontologie

## Théâtre
- Un sofa dans le parc, théâtre d'été d'Asbestos (2003)
- Faux Départ, théâtre Laviolette de Trois-Rivières (2004)

## Distinctions

### Récompenses
1994: Prix Luce-Guilbault, Meilleure actrice prometteuse, Les Rendez-vous du cinéma québécois, pour le film Mon amie Max

### Nominations
1994: Best Performance by an Actress in a Supporting Role, Genie Award, pour Mon amie Max